# Aftonbladet (Finland)
Aftonbladet var en tidning som trycktes i Helsingfors mellan den 5 december 1892 och den 20 juni 1893.
Tidningen kom ut i 2 provnummer under 1892, samt 140 nummer 1893.

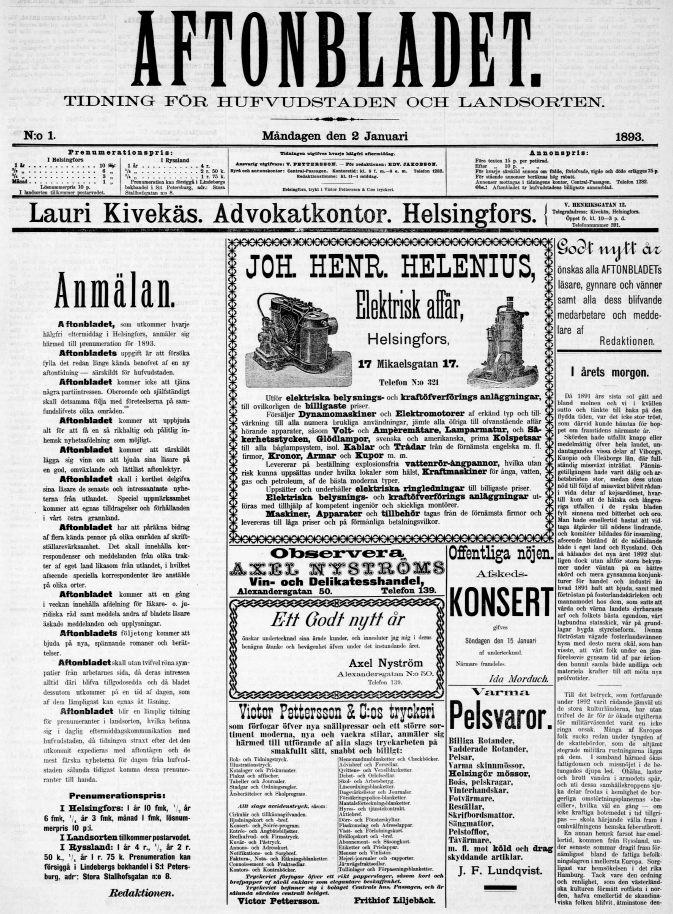
Första numret som kom ut 2 januari 1893